# 70-й отдельный разведывательный артиллерийский дивизион
70-й отдельный разведывательный артиллерийский ордена Красной Звезды дивизион Резерва Главного Командования — воинское формирование Вооружённых Сил СССР, принимавшее участие в Великой Отечественной войне.
Сокращённое наименование — 70-й орадн РГК.

## История
Сформирован на базе 14 и 30 отдельных батарей звуковой разведки в составе Ленинградского фронта 21 сентября 1944 года.
В действующей армии с 21 сентября 1944 по 09 мая 1945.
В ходе Великой Отечественной войны вёл артиллерийскую разведку в интересах артиллерии соединений и объединений Ленинградского фронта.

## Состав
- Штаб
- Хозяйственная часть
- 1-я батарея звуковой разведки (1-я БЗР)
- 2-я батарея звуковой разведки (2-я БЗР)
- батарея топогеодезической разведки (БТР)
- взвод оптической разведки (ВЗОР)
- фотограмметрический взвод (ФГВ)
- хозяйственный взвод

## Подчинение
| Дата                 | Фронт               | Армия      | Корпус | Дивизия | Бригада | Примечания |
| -------------------- | ------------------- | ---------- | ------ | ------- | ------- | ---------- |
| 21.09.44 -22.11.44г. | Ленинградский фронт | 8-я армия  | -      | -       | -       | -          |
| 1.12.44 -5.05.45г    | Ленинградский фронт | 67-я армия | -      | -       | -       | -          |
| 5.5.45 -9.05.45г     | Ленинградский фронт | -          | -      | -       | -       | -          |

## Командование дивизиона
Командир дивизиона
- майор Котов Александр Иванович 1916г

Начальник штаба дивизиона
- капитан Филиппов Виктор Алексеевич
- ст. лейтенант Асташёв Николай Фёдорович 1921г

Заместитель командира дивизиона по политической части
- капитан Коршунов Василий Фёдорович 1915г

Помощник начальника штаба дивизиона

Помощник командира дивизиона по снабжению
- ст. лейтенант Шевелёв Абрам Моисеевич

## Командиры подразделений дивизиона
Командир 1-й БЗР
Личный состав 1-й БЗР:
Ткаченко Андрей Лаврентьевич 1905г - связист, рядовой

Командир 2-й БЗР
Личный состав 2-й БЗР:
Горелов Иван Константинович 1921г – старший звукометрист, сержант
Моряков Иосиф Кузьмич 1926г – старший звукометрист, младший сержант
Вирзов Алексей Варламович 1924г - старший разведчик, рядовой
Стекольщиков Николай Иванович 1924г – старший телефонист, рядовой, март 1944 -  линейный 3 звукопоста

Командир БТР
- ст. лейтенант Асташёв Николай Фёдорович 1921г

Личный состав БТР:
лейтенант Шпика Николай Кириллович 1919г - командир взвода батареи топоразветки
Зюбин Василий Фёдорович 1915г - командир отделения БТР, сержант
Ланин Григорий Андреевич 1916г - старшина батареи БТР, старшина
Родионов Александр Иванович 1910г - разведчик топограф БТР, старшина
Командир ВЗОР
- мл. лейтенант Иосилевич Борис Иосифович 1921г

Личный состав ВЗОР:
Корнышев Семён Тимофеевич 1924г - Начальник центрального поста ВЗОР, младший сержант
Зинченко Борис Захарьевич 1907г  - Начальник поста ВЗОР, младший сержант
Командир ФГВ

## Награды и почётные наименования
| Награды и наименования | дата          | за что получена |
| ---------------------- | ------------- | --- |
| Орден Красной Звезды   | 16.12.1944 г. | награжден указом Президиума Верховного Совета СССР за образцовое выполнение боевых заданий командования в боях с немецкими захватчиками , за овладение островом Сарема (Эзель) и проявленные при этом доблесть и мужество. |